# 22e cérémonie des Lumières
 (décembre 2021).
La 22e cérémonie des Lumières de la presse internationale, organisée par l'Académie des Lumières, s'est déroulée le 30 janvier 2017 au théâtre de la Madeleine à Paris.
Lors de cette cérémonie est remis pour la première fois le lumière du meilleur film d'animation.

## Palmarès

### Meilleur film
- Elle de Paul Verhoeven, produit par Saïd Ben Saïd et Michel Merkt
  - La Mort de Louis XIV de Albert Serra, produit par Thierry Lounas
  - Nocturama de Bertrand Bonello, produit par Édouard Weil et Alice Girard
  - Les Ogres de Léa Fehner, produit par Philippe Liégeois
  - Rester vertical d'Alain Guiraudie, produit par Sylvie Pialat et Benoît Quainon
  - Une vie de Stéphane Brizé, produit par Miléna Poylo et Gilles Sacuto

### Meilleur réalisateur
- Paul Verhoeven pour Elle
  - Bertrand Bonello pour Nocturama
  - Stéphane Brizé pour Une vie
  - Léa Fehner pour Les Ogres
  - Alain Guiraudie pour Rester vertical
  - Albert Serra pour La Mort de Louis XIV

### Meilleur acteur
- Jean-Pierre Léaud pour le rôle de Louis XIV dans La Mort de Louis XIV
  - Pierre Deladonchamps pour le rôle de Mathieu dans Le Fils de Jean
  - Gérard Depardieu pour le rôle de l'homme dans The End
  - Nicolas Duvauchelle pour le rôle de Eddie dans Je ne suis pas un salaud
  - Omar Sy pour le rôle de Rafael Padilla et James Thierrée pour le rôle de George Foottit dans Chocolat
  - Gaspard Ulliel pour le rôle de Louis dans Juste la fin du monde

### Meilleure actrice
- Isabelle Huppert pour le rôle de Michèle Leblanc dans Elle 
  - Judith Chemla pour le rôle de Jeanne Le Perthuis des Vauds dans Une vie
  - Marion Cotillard pour le rôle de Gabrielle dans Mal de pierres
  - Virginie Efira pour le rôle de Victoria Spick dans Victoria
  - Sidse Babett Knudsen pour le rôle d'Irène Frachon dans La Fille de Brest
  - Soko pour le rôle de Loïe Fuller dans La Danseuse

### Révélation masculine
- Damien Bonnard dans Rester vertical
  - Corentin Fila et Kacey Mottet-Klein dans Quand on a 17 ans
  - Finnegan Oldfield dans Bang Gang
  - Toki Pilioko dans Mercenaire
  - Sadek dans Tour de France
  - Niels Schneider dans Diamant noir

### Révélation féminine
- Oulaya Amamra et Déborah Lukumuena dans Divines
  - Paula Beer dans Frantz
  - Lily-Rose Depp dans La Danseuse
  - Manal Issa dans Peur de rien
  - Naomi Amarger et Noémie Merlant dans Le ciel attendra
  - Raph dans Ma Loute

### Meilleur scénario
- Ma vie de Courgette – Céline Sciamma
  - Elle – David Birke
  - Les Ogres – Léa Fehner, Catherine Paillé et Brigitte Sy
  - Le ciel attendra – Émilie Frèche et Marie-Castille Mention-Schaar
  - Rester vertical – Alain Guiraudie
  - Frantz – François Ozon

### Meilleur film francophone
- Hedi, un vent de liberté de Mohamed Ben Attia  Tunisie  Belgique
  - Belgica de Felix Van Groeningen  Belgique
  - La Fille inconnue de Jean-Pierre et Luc Dardenne  Belgique
  - Juste la fin du monde de Xavier Dolan  Canada
  - Mimosas, la voie de l'Atlas de Oliver Laxe  Maroc  Espagne  Qatar
  - Les Premiers, les Derniers de Bouli Lanners  Belgique

### Meilleur premier film
- Divines de Houda Benyamina
  - Apnée de Jean-Christophe Meurisse
  - La Danseuse de Stéphanie Di Giusto
  - Diamant noir de Arthur Harari
  - Gorge cœur ventre de Maud Alpi
  - Mercenaire de Sacha Wolff

### Meilleure image
- Jonathan Ricquebourg pour La Mort de Louis XIV
  - Christophe Beaucarne pour Mal de pierres
  - Benoît Debie pour La Danseuse
  - Antoine Héberlé pour Une vie
  - Léo Hinstin pour Nocturama
  - Pascal Marti pour Frantz

### Meilleure musique
- Ibrahim Maalouf pour Dans les forêts de Sibérie
  - Sophie Hunger pour Ma vie de Courgette
  - Laurent Perez del Mar pour La Tortue rouge
  - Robin Coudert pour Planetarium
  - Philippe Rombi pour Frantz
  - Gabriel Yared pour Juste la fin du monde

### Meilleur documentaire
- Voyage à travers le cinéma français de Bertrand Tavernier
  - Le Bois dont les rêves sont faits de Claire Simon
  - Dernières Nouvelles du cosmos de Julie Bertuccelli
  - Merci Patron ! de François Ruffin
  - La Sociologue et l'Ourson de Étienne Chaillou et Mathias Théry
  - Swagger de Olivier Babinet

### Meilleur film d'animation
- Ma vie de Courgette de Claude Barras
  - La Jeune Fille sans mains de Sébastien Laudenbach
  - Louise en hiver de Jean-François Laguionie
  - La Tortue rouge de Michael Dudok de Wit
  - Tout en haut du monde de Rémi Chayé

### Lumière d'honneur
- Thierry Frémaux
- Marion Cotillard

## Statistiques

### Nominations multiples
4 : Elle, Frantz, Une vie, Rester vertical, La Danseuse, La Mort de Louis XIV
3 : Nocturama, Les Ogres, Juste la fin du monde, Ma vie de Courgette
2 : Diamant noir, La Tortue rouge, Le ciel attendra, Mercenaire, Divines, Mal de pierres

### Récompenses multiples
3 : Elle
2 : Divines, Ma vie de Courgette, La Mort de Louis XIV